# Lista de representações acadêmicas da Universidade Federal de Santa Catarina
Esta é uma lista de representações acadêmicas na Universidade Federal de Santa Catarina.

## Entidades gerais
São as entidades executivas que representam os estudantes de graduação e pós-graduação nos conselhos deliberativos como o Conselho Universitário.
| Sigla | Nome                                                                   | Nível         |
| ----- | ---------------------------------------------------------------------- | ------------- |
| DCE   | Diretório Central de Estudantes Luís Travassos                         | Graduação     |
| APG   | Associação de Pós-Graduandos da Universidade Federal de Santa Catarina | Pós-graduação |

## Centros e Diretórios Acadêmicos
Essa é a lista dos centros acadêmicos (C.A.s), representantes dos cursos de graduação e que formam o Conselho de Entidades de Base (CEB) junto com o DCE e o Grêmio Estudantil do Colégio de Aplicação - este último faz parte da lista apesar de representar os estudantes do colégio, que não é de graduação, mas também é considerado uma representação acadêmica. Alguns C.A.s representam mais de um curso, e em Joinville, um diretório representa todos os oito cursos daquele campus.
| Sigla     | Centro ou Diretório Acadêmico                                          | Curso | Campus        | Centro de Ensino                               |
| --------- | ---------------------------------------------------------------------- | --- | ------------- | ---------------------------------------------- |
| CAAD      | Centro Acadêmico de Administração                                      | Administração | Florianópolis | CSE - Centro Socio-Econômico                   |
| CAACO     | Centro Acadêmico de Agronomia Contestado                               | Agronomia | Curitibanos   | CCR - Centro de Ciências Rurais                |
| CAAGRO    | Centro Acadêmico de Agronomia                                          | Agronomia | Florianópolis | CCA - Centro de Ciências Agrárias              |
| CAAni     | Centro Acadêmico de Animação                                           | Animação | Florianópolis | CCE - Centro de Comunicação e Expressão        |
| CALANT    | Centro Acadêmico Livre de Antropologia                                 | Antropologia | Florianópolis | CFH - Centro de Filosofia e Ciências Humanas   |
| CALA      | Centro Acadêmico Livre de Arquitetura                                  | Arquitetura e Urbanismo | Florianópolis | CTC - Centro Tecnólogico                       |
| CALArq    | Centro Acadêmico Livre de Arquivologia                                 | Arquivologia | Florianópolis | CED - Centro de Ciências da Educação           |
| CACENICAS | Centro Acadêmico de Artes Cênicas                                      | Artes Cênicas | Florianópolis | CCE - Centro de Comunicação e Expressão        |
| CAB       | Centro Acadêmico de Biblioteconomia                                    | Biblioteconomia | Florianópolis | CED - Centro de Ciências da Educação           |
| CACINF    | Centro Acadêmico de Ciências da Informação                             | Ciência da Informação | Florianópolis | CED - Centro de Ciências da Educação           |
| CACTA     | Centro Acadêmico de Ciência e Tecnologia de Alimentos                  | Ciência e Tecnologia de Alimentos | Florianópolis | CCA - Centro de Ciências Agrárias              |
| CABIO     | Centro Acadêmico de Biologia                                           | Ciências Biológicas | Florianópolis | CCB - Centro de Ciências Biológicas            |
| CACIC     | Centro Acadêmico de Ciências Contábeis                                 | Ciências Contábeis | Florianópolis | CSE - Centro Socio-Econômico                   |
| CALICO    | Centro Acadêmico Livre da Computação                                   | Ciências da Computação | Florianópolis | CTC - Centro Tecnólogico                       |
| CALE      | Centro Acadêmico de Economia                                           | Ciências Econômicas | Florianópolis | CSE - Centro Socio-Econômico                   |
| CACR      | Centro Acadêmico de Ciências Rurais                                    | Ciências Rurais - Bacharelado Interdisciplinar | Curitibanos   | CCR - Centro de Ciências Rurais                |
| CALCS     | Centro Acadêmico Livre de Ciências Sociais                             | Ciências Sociais | Florianópolis | CFH - Centro de Filosofia e Ciências Humanas   |
| CACine    | Centro Acadêmico de Cinema                                             | Cinema | Florianópolis | CCE - Centro de Comunicação e Expressão        |
| GECA      | Grêmio Estudantil do Colégio de Aplicação                              | Colégio de Aplicação (Ensino Fundamental/Médio) | Florianópolis | CED - Centro de Ciências da Educação           |
| CADe      | Centro Acadêmico de Design                                             | Design e Design de Produto | Florianópolis | CCE - Centro de Comunicação e Expressão        |
| CAXIF     | Centro Acadêmico XI de Fevereiro                                       | Direito – Diurno e Noturno | Florianópolis | CCJ - Centro de Ciências Jurídicas             |
| CAEF      | Centro Acadêmico de Educação Física                                    | Educação Física | Florianópolis | CDS – Centro de Desportos                      |
| CALEnf    | Centro Acadêmico Livre de Enfermagem                                   | Enfermagem | Florianópolis | CCS - Centro de Ciências da Saúde              |
| DALEM     | Diretório Acadêmico Livre das Engenharias da Mobilidade                | Engenharia Aeroespacial, Engenharia Automotiva, Engenharia de Infraestrutura, Engenharia de Transportes e Logística, Engenharia Ferroviária e Metroviária, Engenharia Mecatrônica, Engenharia Naval e Mobilidade - Bacharelado Interdisciplinar | Joinville     | CTJ - Centro Tecnólogico de Joinville          |
| CALEC     | Centro Acadêmico Livre de Engenharia Civil                             | Engenharia Civil | Florianópolis | CTC - Centro Tecnólogico                       |
| CAEAQUI   | Centro Acadêmico de Engenharia de Aquicultura                          | Engenharia de Aquicultura | Florianópolis | CCA - Centro de Ciências Agrárias              |
| CAEC      | Centro Acadêmico de Engenharia de Computação                           | Engenharia de Computação | Araranguá     | CTS - Centro de Ciências, Tecnologias e Saúde  |
| CAECA     | Centro Acadêmico de Engenharia de Controle e Automação                 | Engenharia de Controle e Automação | Florianópolis | CTC - Centro Tecnólogico                       |
| CANECA    | Centro Acadêmico Novo de Engenharia de Controle e Automação            | Engenharia de Controle e Automação | Blumenau      | Centro de Blumenau                             |
| CAENE     | Centro Acadêmico de Engenharia de Energia                              | Engenharia de Energia | Araranguá     | CTS - Centro de Ciências, Tecnologias e Saúde  |
| CAEMA     | Centro Acadêmico de Engenharia de Materiais                            | Engenharia de Materiais | Blumenau      | Centro de Blumenau                             |
| CAMAT     | Centro Acadêmico de Engenharia de Materiais                            | Engenharia de Materiais | Florianópolis | CTC - Centro Tecnólogico                       |
| CALIPRO   | Centro Acadêmico de Engenharia de Produção                             | Engenharia de Produção Civil, Engenharia de Produção Elétrica e Engenharia de Produção Mecânica | Florianópolis | CTC - Centro Tecnólogico                       |
| CAEE      | Centro Acadêmico de Engenharia Elétrica                                | Engenharia Elétrica | Florianópolis | CTC - Centro Tecnólogico                       |
| CAEL      | Centro Acadêmico de Engenharia Eletrônica                              | Engenharia Eletrônica | Florianópolis | CTC - Centro Tecnólogico                       |
| CAEFA     | Centro Acadêmico de Engenharia Florestal Araucária                     | Engenharia Florestal | Curitibanos   | CCR - Centro de Ciências Rurais                |
| CAME      | Centro Acadêmico Engenharia Mecânica                                   | Engenharia Mecânica | Florianópolis | CTC - Centro Tecnólogico                       |
| CALEQA    | Centro Acadêmico Livre de Engenharia Química e Engenharia de Alimentos | Engenharia Química e Engenharia de Alimentos | Florianópolis | CTC - Centro Tecnólogico                       |
| CALESA    | Centro Acadêmico de Engenharia Sanitaria e Ambiental                   | Engenharia Sanitária e Ambiental | Florianópolis | CTC - Centro Tecnólogico                       |
| CATEX     | Centro Acadêmico de Engenharia Têxtil                                  | Engenharia Têxtil | Blumenau      | Centro de Blumenau                             |
| CAFB      | Centro Acadêmico de Farmácia                                           | Farmácia | Florianópolis | CCS - Centro de Ciências da Saúde              |
| CALFIL    | Centro Acadêmico Livre de Filosofia                                    | Filosofia | Florianópolis | CFH - Centro de Filosofia e Ciências Humanas   |
| CALF      | Centro Acadêmico Livre de Física                                       | Física | Florianópolis | CFM - Centro de Ciências Físicas e Matemáticas |
| CALFISIO  | Centro Acadêmico Livre de Fisioterapia                                 | Fisioterapia | Araranguá     | CTS - Centro de Ciências, Tecnologias e Saúde  |
| CALIFono  | Centro Acadêmico Livre de Fonoaudiologia                               | Fonoaudiologia | Florianópolis | CCS - Centro de Ciências da Saúde              |
| CALIGEO   | Centro Acadêmico Livre de Geografia                                    | Geografia | Florianópolis | CFH - Centro de Filosofia e Ciências Humanas   |
| CAMP      | Centro Acadêmico Martelo de Prata                                      | Geologia | Florianópolis | CFH - Centro de Filosofia e Ciências Humanas   |
| CALH      | Centro Acadêmico Livre de História                                     | História | Florianópolis | CFH - Centro de Filosofia e Ciências Humanas   |
| CALJ      | Centro Acadêmico Livre de Jornalismo Adelmo Genro Filho                | Jornalismo | Florianópolis | CCE - Centro de Comunicação e Expressão        |
| CALL      | Centro Acadêmico Livre de Letras                                       | Letras Libras, Alemão, Espanhol, Francês, Inglês, Italiano, Português e Secretariado Executivo | Florianópolis | CCE - Centro de Comunicação e Expressão        |
| CALMA     | Centro Acadêmico Livre de Matemática                                   | Matemática – Bacharelado e Licenciatura | Florianópolis | CFM - Centro de Ciências Físicas e Matemáticas |
| CALMAT    | Centro Acadêmico da Licenciatura em Matemática                         | Matemática – Licenciatura | Blumenau      | Centro de Blumenau                             |
| CALMED    | Centro Acadêmico Livre de Medicina                                     | Medicina | Araranguá     | CTS - Centro de Ciências, Tecnologias e Saúde  |
| CALIMED   | Centro Acadêmico Livre de Medicina                                     | Medicina | Florianópolis | CCS - Centro de Ciências da Saúde              |
| CAMEV     | Centro Acadêmico de Medicina Veterinária                               | Medicina Veterinária | Curitibanos   | CCR - Centro de Ciências Rurais                |
| CALMet    | Centro Acadêmico Livre de Meteorologia                                 | Meteorologia | Florianópolis | CFM - Centro de Ciências Físicas e Matemáticas |
| CAMUS     | Centro Acadêmico Livre de Museologia                                   | Museologia | Florianópolis | CFH - Centro de Filosofia e Ciências Humanas   |
| CAN       | Centro Acadêmico de Nutrição                                           | Nutrição | Florianópolis | CCS - Centro de Ciências da Saúde              |
| CAO       | Centro Acadêmico de Oceanografia                                       | Oceanografia | Florianópolis | CFH - Centro de Filosofia e Ciências Humanas   |
| CAOQA     | Centro Acadêmico de Odontologia Quatro de Agosto                       | Odontologia | Florianópolis | CCS - Centro de Ciências da Saúde              |
| CALPe     | Centro Acadêmico Livre de Pedagogia                                    | Pedagogia | Florianópolis | CED - Centro de Ciências da Educação           |
| CALPSI    | Centro Acadêmico Livre de Psicologia                                   | Psicologia | Florianópolis | CFH - Centro de Filosofia e Ciências Humanas   |
| CALQ      | Centro Acadêmico Livre de Química                                      | Química – Bacharelado | Florianópolis | CFM - Centro de Ciências Físicas e Matemáticas |
| CALIQ     | Centro Acadêmico de Licenciatura em Química                            | Química – Licenciatura | Blumenau      | Centro de Blumenau                             |
| CARI      | Centro Acadêmico de Relações Internacionais                            | Relações Internacionais | Florianópolis | CSE - Centro Socio-Econômico                   |
| CALISS    | Centro Acadêmico Livre de Serviço Social                               | Serviço Social | Florianópolis | CSE - Centro Socio-Econômico                   |
| CASIN     | Centro Acadêmico de Sistemas de Informação                             | Sistemas de Informação | Florianópolis | CTC - Centro Tecnólogico                       |
| CALTIC    | Centro Acadêmico Livre de Tecnologias da Informação e Comunicação      | Tecnologias da Informação e Comunicação | Araranguá     | CTS - Centro de Ciências, Tecnologias e Saúde  |
| CAZOOT    | Centro Acadêmico de Zootecnia                                          | Zootecnia | Florianópolis | CCA - Centro de Ciências Agrárias              |